# Friedrich Bergmüller
Friedrich Bergmüller (* 6. März 1818 in Mauerkirchen; † 8. Januar 1884 ebenda) war ein österreichischer Bierbrauereibesitzer und Politiker.

## Leben
Bergmüller, der katholischer Konfession war, lebte als Bierbrauereibesitzer, später auch als Gutsbesitzer in Mauerkirchen. Ab 1869 war er auch Bürgermeister in Mauerkirchen.
Vom 1. September 1848 (als Nachfolger von Sebastian Pammer) bis zum 30. Mai 1849 war er für den 14. Österreich ob der Enns und Salzburg (Mattighofen) Mitglied in der Frankfurter Nationalversammlung. Er war fraktionslos und stimmte mit dem Linken Centrum. Er gehörte zu den Abgeordneten, die gegen die Wahl Friedrich Wilhelms IV. zum Kaiser der Deutschen stimmten.
Zwischen 1868 und 1870 gehörte er dem Oberösterreichischen Landtag (II. Wahlperiode) an. Er wurde als Abgeordneter der Landgemeinden (Wahlbezirk Braunau) gewählt und vertrat liberale Positionen. Von 1868 bis 1870 gehörte er dem Haus der Abgeordneten des Österreichischen Reichsrats (II. Legislaturperiode) an.